# Saguinus leucopus
Espèce
Statut de conservation UICN

 EN A2cd : En danger
Statut CITES
Le Tamarin à pieds blancs ou Pinché aux pieds blancs (Saguinus leucopus)
ou Pinché brun-argenté, est une espèce de primate de la famille des Callitrichidae et classé comme vulnérable par l'UICN. Ce singe endémique de la Colombie est menacé par la destruction de son habitat.

## Description

### Apparence
Ce singe présente sur le dessus du corps un pelage brun argenté pâle ou jaunâtre teinté de brun, qui contraste avec le dessous, variant de l'orange rouille brillant au brun roux sombre. Les membres sont blanchâtres, la cheville et le pied ayant parfois une ou plusieurs taches brun rouge. La queue, franchement brune, est givrée d’argenté vers son extrémité et assez souvent blanche au bout. La face presque nue est couverte d’un fin duvet de poils blancs sur la couronne et les joues. Les oreilles nues sont tapissées de fins poils sombres. Les sourcils et l’avant de la tête blanchâtres contrastent avec la nuque et le cou bruns.

### Mensurations
Le mâle a une longueur de 22,4 à 26,3 cm, et de 36 à 41 cm en comptant la queue. La femelle a une longueur de 23,2 à 25 cm, et de 34,7 à 40,5 cm en comptant la queue. Le poids moyen est de 440 g. Le rapport longueur des bras/longueur des jambes (x 100) est égal à 74. La formule chromosomique 2 n = 46 chez cette espèce.

## Comportement

### Locomotion
Le Pinché aux pieds blancs est un quadrupède diurne et arboricole, il se déplace d'arbre en arbre, et ce avec une agilité surprenante.

### Alimentation
C'est un animal frugivore-insectivore-exsudativore. Il se nourrit de fruits (notamment baies du sous-bois) et d'insectes. Dans le département d’Antioquia, il consomme les fruits, feuilles et pétioles du Caracoli (Anacardium excelsum) et de l’Almácigo (Bursera simaruba), les fruits et feuilles du Jobo (Spondias mombin), les fruits, feuilles et fleurs du Saino (Laetia procera), les fruits du Manguier (Mangifera indica), du Fresno (Tapirira guianensis), du Carreta (Aspidosperma dugondi), du Balso (Ochroma lagopus), de l’Anime (Protium nodulosum), des ingás (Inga spp.), du Goyavier de montagne (Bellucia axinanthera), du Goyavier (Psidium guajava), des figuiers (Ficus spp.), du Caimito castaño (Pouteria multiflora), du Palmier corozo de lata (Bactris minor) et des arayáns (Myrcia sp. et Eugenia sp.), les arilles du Tamarinier du singe (Uribea tamarindoides), les feuilles des kapokiers (Ceiba pentandra et Bombacopsis aquinata), les feuilles et fleurs de l’Arizal (Brownea macrophylla) et du Piñón (Sterculia apetala).
Budget alimentaire (forêt périurbaine de Mariquita) : fruits (82 %), insectes (15 %), fleurs (1 %), écorces (1 %) et autres non identifiés (1 %). Ici, il consomme les fruits de Cecropia peltata, Talisia sp., Protium sp., Sorocea sprucei, Rollinia edulis, Tetrorchidium sp., Pera arborea, Byrsonina spicata, les fleurs de Trichospermum mexicanum, l’écorce de Didymopanax morototoni et de Zanthoxylum sp..

### Communication
Le Pinché aux pieds blancs communique par voie orale (gazouillis, pépiements et trilles). On l’entend surtout lorsqu’il pousse un strident ‘tee-tee’ aux tonalités mélancoliques. Il communique aussi par voie olfactive. Ce marquage est chimiquement plus proche de celui du Pinché à crête blanche (S. oedipus) que de celui du Tamarin à selle (S. fuscicollis).

## Répartition et habitat

### Habitat
Forêt pluviale primaire et secondaire de plaine, de prémontagne et de moyenne montagne jusqu’à 1 500 m. Également dans le rastrojo alto. Fréquente de préférence l’abord des cours d’eau et la lisière de forêt.

### Répartition
Il ne vit qu'en Colombie. Il est originaire des forêts-refuges des Rios Sinú-San Jorge et son territoire se trouve au centre-nord de la Colombie (entre le bas Río Cauca à l’ouest et le moyen Río Magdalena à l’est, puis plus au sud entre la Cordillère centrale et le haut Río Magdalena jusqu’au niveau de Bogotá), dans quatre départements (moitié sud du Bolívar, Antioquia, nord du Caldas et nord du Tolima), soit un total de 17,7 ha, avec une densité moyenne de 7 individus par km².
Son territoire est coupé par le Río Cauca réservé au Pinché à crête blanche (S. oedipus)

## Saguinus leucopuset l'homme

### Menaces
Déforestation, surpâturage, mise en culture accélérée, ouverture de l’autoroute Medellín-Bogota. Survit à faible densité (2 à 7/km²) dans des zones boisées où il ne subsiste souvent aucun autre primate.

### Effectifs
Un dénombrement effectué dans 40 forêts de l’Antioquia a comptabilisé 95 groupes (de 2 à 15 spécimens) et 719 spécimens.

### Conservation
PN proposé de la Serranía de San Lucas, RN du Bajo Río Cauca-Nechí-Antioquia, RN de Samaná y La Dorada et RN de la forêt de Florencia. (Sanctuaires « virtuels » très mal protégés).